# 帆鰭鰭美洲鱥
帆鰭鰭美洲鱥（學名：Pteronotropis hypselopterus），為輻鰭魚綱鯉形目雅羅魚科的其中一個種，分布北美洲美國佛羅里達州聖安德魯灣到阿拉巴馬州莫比爾灣沿岸淡水流域，本魚體呈橢圓形且側扁，上半部呈粉棕色或橄欖色，下半部為白色或淺粉紅色，有一條深棕色條紋，從頭部延伸到背鰭，側面有一條鋼藍色條紋，上面有一條粉紅色到紅色的細線，尾鰭基部側面的頂部和底部有一個小紅點，而尾鰭基部側面的中心有一個黑點，背鰭有一條暗色的縱帶，其他鰭呈黃色至淺橙色，背鰭和臀鰭幾乎呈三角形，類似船帆，背鰭軟條7-9枚、臀鰭軟條9-14枚，體長可達7公分，棲息在沙泥底質、植被生長的溪流、沼澤，常見於殘礫與植物之中，生活習性不明。

## 扩展阅读
維基物種上的相關：帆鰭鰭美洲鱥